# ATP Tour 2008
Die ATP World Tour 2008 war die höchste Wettbewerbsserie im männlichen Profitennis im Jahr 2008 und wurde von der Association of Tennis Professionals (ATP) organisiert. Sie bestand aus den vier Grand-Slam-Turnieren (von der ITF betreut) sowie aus den ATP Masters Series, den International Series Gold und denn International Series in absteigender Bedeutung. Darüber hinaus gehörte der Tennis Masters Cup, der Davis Cup sowie der Hopman Cup dazu. Letztere beiden wurden wie die Grand-Slams von der ITF organisiert. Der Hopman Cup schüttete als einziger keine Punkte für die Tennisweltrangliste aus.

## Tourinformationen
2008 wurden insgesamt 69 Turniere in 31 Ländern auf sechs Kontinenten ausgetragen. Die vier Grand-Slam-Turniere, der Hopman und der Davis Cup werden von der ITF veranstaltet und sind streng genommen nicht Bestandteil der ATP World Tour. In diesem Jahr fanden außerdem die im Tennis ebenfalls von der ITF veranstalteten Olympischen Spiele statt.

### Turnierserien
| Anzahl der Turniere nach Turnierserie |                             |
|                                       | 4 Grand-Slam-Turniere       |
| Barclays ATP World Tour Finals        | Tennis Masters Cup          |
| ATP World Tour Masters 1000           | 9 ATP Masters Tour          |
| ATP World Tour 500                    | 9 International Series Gold |
| ATP World Tour 250                    | 40 International Series     |
| Olympische Spiele                     | Olympische Spiele           |
| Davis Cup                             | Davis Cup                   |
|                                       | Teamwettbewerbe             |

## Turnierplan

### Januar
| Datum  | Turnier | Sieger                                | Finalgegner                   | Ergebnis            |
| ------ | --- | ------------------------------------- | ----------------------------- | ------------------- |
| 31.12. | Hopman Cup Perth, Australien Hartplatz (Halle) 8 Teams                                                                      | Vereinigte Staaten                    | Serbien                       | 2:1                 |
| 31.12. | Qatar ExxonMobil Open Doha, Katar ATP World Tour 250 – Hartplatz 32E / 16D – $ 1.024.000 / $ 1.049.000                      | Andy Murray                           | Stanislas Wawrinka            | 6:4, 4:6, 6:2       |
| 31.12. | Qatar ExxonMobil Open Doha, Katar ATP World Tour 250 – Hartplatz 32E / 16D – $ 1.024.000 / $ 1.049.000                      | Philipp Kohlschreiber David Škoch     | Jeff Coetzee Wesley Moodie    | 6:4, 4:6, [11:9]    |
| 31.12. | Chennai Open Chennai, Indien ATP World Tour 250 – Hartplatz 32E / 16D – $ 411.000 / $ 436.000                               | Michail Juschny                       | Rafael Nadal                  | 6:0, 6:1            |
| 31.12. | Chennai Open Chennai, Indien ATP World Tour 250 – Hartplatz 32E / 16D – $ 411.000 / $ 436.000                               | Sanchai Ratiwatana Sonchat Ratiwatana | Marcos Baghdatis Marc Gicquel | 6:4, 7:5            |
| 31.12. | Next Generation Adelaide International Adelaide, Australien ATP World Tour 250 – Hartplatz 32E / 16D – $ 440.000 / $ 46.000 | Michaël Llodra                        | Jarkko Nieminen               | 6:3, 6:4            |
| 31.12. | Next Generation Adelaide International Adelaide, Australien ATP World Tour 250 – Hartplatz 32E / 16D – $ 440.000 / $ 46.000 | Martín García Marcelo Melo            | Chris Guccione Robert Smeets  | 6:3, 3:6, [10:7]    |
| 07.01. | Heineken Open Auckland, Neuseeland ATP World Tour 250 – Hartplatz 32E / 16D – $ 439.000 / $ 464.000                         | Philipp Kohlschreiber                 | Juan Carlos Ferrero           | 7:64, 7:5           |
| 07.01. | Heineken Open Auckland, Neuseeland ATP World Tour 250 – Hartplatz 32E / 16D – $ 439.000 / $ 464.000                         | Luis Horna Juan Mónaco                | Xavier Malisse Jürgen Melzer  | 6:4, 3:6, [10:7]    |
| 07.01. | Medibank International Sydney, Australien ATP World Tour 250 – Hartplatz 32E / 16D – $ 440.000 / $ 465.000                  | Dmitri Tursunow                       | Chris Guccione                | 7:63, 7:64          |
| 07.01. | Medibank International Sydney, Australien ATP World Tour 250 – Hartplatz 32E / 16D – $ 440.000 / $ 465.000                  | Richard Gasquet Jo-Wilfried Tsonga    | Bob Bryan Mike Bryan          | 4:6, 6:4, [11:9]    |
| 14.01. | Australian Open Melbourne, Australien Grand Slam – Hartplatz 128E / 64D / 32MX – A$ 20.600.000                              | Novak Đoković                         | Jo-Wilfried Tsonga            | 4:6, 6:4, 6:3, 7:62 |
| 14.01. | Australian Open Melbourne, Australien Grand Slam – Hartplatz 128E / 64D / 32MX – A$ 20.600.000                              | Jonathan Erlich Andy Ram              | Arnaud Clément Michaël Llodra | 7:5, 7:64           |
| 14.01. | Australian Open Melbourne, Australien Grand Slam – Hartplatz 128E / 64D / 32MX – A$ 20.600.000                              | Sun Tiantian Nenad Zimonjić           | Sania Mirza Mahesh Bhupathi   | 7:64, 6:4           |
| 28.01. | Movistar Open Viña del Mar, Chile ATP World Tour 250 – Sand 32E / 16D – $ 437.000 / $ 462.000                               | Fernando González                     | Juan Mónaco                   | kampflos            |
| 28.01. | Movistar Open Viña del Mar, Chile ATP World Tour 250 – Sand 32E / 16D – $ 437.000 / $ 462.000                               | José Acasuso Sebastián Prieto         | Máximo González Juan Mónaco   | 6:1, 3:0 Aufgabe    |

### Februar
| Datum  | Turnier | Sieger                        | Finalgegner                           | Ergebnis                |
| ------ | --- | ----------------------------- | ------------------------------------- | ----------------------- |
| 01.02. | Delray Beach International Tennis Championships Delray Beach, Vereinigte Staaten ATP World Tour 250 – Hartplatz 32E / 16D – $ 411.000 / $ 436.000 | Kei Nishikori                 | James Blake                           | 3:6, 6:1, 6:4           |
| 01.02. | Delray Beach International Tennis Championships Delray Beach, Vereinigte Staaten ATP World Tour 250 – Hartplatz 32E / 16D – $ 411.000 / $ 436.000 | Maks Mirny Jamie Murray       | Bob Bryan Mike Bryan                  | 6:4, 3:6, [10:6]        |
| 01.02. | Brasil Open Costa do Sauípe, Brasilien ATP World Tour 250 – Sand 32E / 16D – $ 360.000 / $ 485.000                                                | Nicolás Almagro               | Carlos Moyá                           | 7:64, 3:6, 7:5          |
| 01.02. | Brasil Open Costa do Sauípe, Brasilien ATP World Tour 250 – Sand 32E / 16D – $ 360.000 / $ 485.000                                                | Marcelo Melo André Sá         | Albert Montañés Santiago Ventura      | 4:6, 6:2, [10:7]        |
| 01.02. | Open 13 Marseille, Frankreich ATP World Tour 250 – Hartplatz (Halle) 32E / 16D – € 513.000 / € 534.000                                            | Andy Murray                   | Mario Ančić                           | 6:3, 6:4                |
| 01.02. | Open 13 Marseille, Frankreich ATP World Tour 250 – Hartplatz (Halle) 32E / 16D – € 513.000 / € 534.000                                            | Martin Damm Pavel Vízner      | Yves Allegro Jeff Coetzee             | 7:60, 7:5               |
| 04.02. | Davis Cup – Erste Runde | Davis Cup – Erste Runde       | Davis Cup – Erste Runde               | Davis Cup – Erste Runde |
| 18.02. | SAP Open San José, Vereinigte Staaten ATP World Tour 250 – Hartplatz (Halle) 32E / 16D – $ 411.000 / $ 436.000                                    | Andy Roddick                  | Radek Štěpánek                        | 6:4, 7:5                |
| 18.02. | SAP Open San José, Vereinigte Staaten ATP World Tour 250 – Hartplatz (Halle) 32E / 16D – $ 411.000 / $ 436.000                                    | Scott Lipsky David Martin     | Bob Bryan Mike Bryan                  | 7:64, 7:5               |
| 18.02. | ABN AMRO World Tennis Tournament Rotterdam, Niederlande ATP World Tour 500 – Hartplatz (Halle) 32E / 16D – € 803.000 / € 824.000                  | Michaël Llodra                | Robin Söderling                       | 6:73, 6:3, 7:64         |
| 18.02. | ABN AMRO World Tennis Tournament Rotterdam, Niederlande ATP World Tour 500 – Hartplatz (Halle) 32E / 16D – € 803.000 / € 824.000                  | Tomáš Berdych Dmitri Tursunow | Philipp Kohlschreiber Michail Juschny | 7:5, 3:6, [10:7]        |
| 18.02. | Copa Telmex Buenos Aires, Argentinien ATP World Tour 250 – Sand 32E / 16D – $ 441.000 / $ 466.000                                                 | David Nalbandian              | José Acasuso                          | 3:6, 7:65, 6:4          |
| 18.02. | Copa Telmex Buenos Aires, Argentinien ATP World Tour 250 – Sand 32E / 16D – $ 441.000 / $ 466.000                                                 | Agustín Calleri Luis Horna    | Werner Eschauer Peter Luczak          | 6:0, 6:76, [10:2]       |
| 25.02. | Abierto Mexicano Telcel Acapulco, Mexiko ATP World Tour 500 – Sand 32E / 16D – $ 769.000 / $ 794.000                                              | Nicolás Almagro               | David Nalbandian                      | 6:1, 7:61               |
| 25.02. | Abierto Mexicano Telcel Acapulco, Mexiko ATP World Tour 500 – Sand 32E / 16D – $ 769.000 / $ 794.000                                              | Oliver Marach Michal Mertiňák | Agustín Calleri Luis Horna            | 6:2, 6:73, [10:7]       |
| 25.02. | Regions Morgan Keegan Championships Memphis, Vereinigte Staaten ATP World Tour 500 – Hartplatz (Halle) 32E / 16D – $ 769.000 / $ 769.000          | Steve Darcis                  | Robin Söderling                       | 6:3, 7:65               |
| 25.02. | Regions Morgan Keegan Championships Memphis, Vereinigte Staaten ATP World Tour 500 – Hartplatz (Halle) 32E / 16D – $ 769.000 / $ 769.000          | Mahesh Bhupathi Mark Knowles  | Sanchai Ratiwatana Sonchat Ratiwatana | 7:65, 6:2               |
| 25.02. | PBZ Zagreb Indoors Zagreb, Kroatien ATP World Tour 250 – Hartplatz (Halle) 32E / 16D – € 349.000 / € 370.000                                      | Serhij Stachowskyj            | Ivan Ljubičić                         | 7:5, 6:4                |
| 25.02. | PBZ Zagreb Indoors Zagreb, Kroatien ATP World Tour 250 – Hartplatz (Halle) 32E / 16D – € 349.000 / € 370.000                                      | Paul Hanley Jordan Kerr       | Christopher Kas Rogier Wassen         | 6:3, 3:6, [10:8]        |

### März
| Datum  | Turnier | Sieger                          | Finalgegner                  | Ergebnis         |
| ------ | --- | ------------------------------- | ---------------------------- | ---------------- |
| 03.03. | Barclays Dubai Tennis Championships Dubai, Vereinigte Arabische Emirate ATP World Tour 250 – Hartplatz 32E / 16D – $ 1.401.000 / $ 1.426.000 | Andy Roddick                    | Feliciano López              | 6:78, 6:4, 6:2   |
| 03.03. | Barclays Dubai Tennis Championships Dubai, Vereinigte Arabische Emirate ATP World Tour 250 – Hartplatz 32E / 16D – $ 1.401.000 / $ 1.426.000 | Mahesh Bhupathi Mark Knowles    | Martin Damm Pavel Vízner     | 7:5, 7:6         |
| 03.03. | Tennis Channel Open Las Vegas, Vereinigte Staaten ATP World Tour 250 – Hartplatz 32E / 16D – $ 411.000 / $ 436.000                           | Sam Querrey                     | Kevin Anderson               | 4:6, 6:3, 6:4    |
| 03.03. | Tennis Channel Open Las Vegas, Vereinigte Staaten ATP World Tour 250 – Hartplatz 32E / 16D – $ 411.000 / $ 436.000                           | Julien Benneteau Michaël Llodra | Bob Bryan Mike Bryan         | 6:4, 4:6, [10:8] |
| 10.03. | Pacific Life Open Indian Wells, Vereinigte Staaten ATP World Tour 250 – Hartplatz 96E / 32D – $ 3.339.000 / $ 3.677.245                      | Novak Đoković                   | Mardy Fish                   | 6:2, 5:7, 6:3    |
| 10.03. | Pacific Life Open Indian Wells, Vereinigte Staaten ATP World Tour 250 – Hartplatz 96E / 32D – $ 3.339.000 / $ 3.677.245                      | Jonathan Erlich Andy Ram        | Daniel Nestor Nenad Zimonjić | 6:4, 6:4         |
| 24.03. | Sony Ericsson Open Miami, Vereinigte Staaten ATP World Tour 250 – Hartplatz 96E / 32D – $ 3.520.000 / $ 3.770.000                            | Nikolai Dawydenko               | Rafael Nadal                 | 6:4, 6:2         |
| 24.03. | Sony Ericsson Open Miami, Vereinigte Staaten ATP World Tour 250 – Hartplatz 96E / 32D – $ 3.520.000 / $ 3.770.000                            | Bob Bryan Mike Bryan            | Mahesh Bhupathi Mark Knowles | 6:2, 6:2         |

### April
| Datum  | Turnier | Sieger                          | Finalgegner                          | Ergebnis                  |
| ------ | --- | ------------------------------- | ------------------------------------ | ------------------------- |
| 07.04. | Davis Cup – Viertelfinale                                                                                                 | Davis Cup – Viertelfinale       | Davis Cup – Viertelfinale            | Davis Cup – Viertelfinale |
| 14.04. | Estoril Open Oeiras, Portugal ATP World Tour 250 – Sand 32E / 16D – € 349.000 / € 370.000                                 | Roger Federer                   | Nikolai Dawydenko                    | 7:6, 1:2 Aufgabe          |
| 14.04. | Estoril Open Oeiras, Portugal ATP World Tour 250 – Sand 32E / 16D – € 349.000 / € 370.000                                 | Jeff Coetzee Wesley Moodie      | Jamie Murray Kevin Ullyett           | 6:2, 4:6, [10:8]          |
| 14.04. | Open de Tenis Comunidad Valenciana Valencia, Spanien ATP World Tour 250 – Sand 32E / 16D – $ 349.000 / $ 370.000          | David Ferrer                    | Nicolás Almagro                      | 4:6, 6:2, 7:62            |
| 14.04. | Open de Tenis Comunidad Valenciana Valencia, Spanien ATP World Tour 250 – Sand 32E / 16D – $ 349.000 / $ 370.000          | Máximo González Juan Mónaco     | Travis Parrott Filip Polášek         | 7:5, 7:5                  |
| 14.04. | US Men’s Clay Court Championships Houston, Vereinigte Staaten ATP World Tour 250 – Sand 32E / 16D – $ 411.000 / $ 436.000 | Marcel Granollers               | James Blake                          | 6:4, 1:6, 7:5             |
| 14.04. | US Men’s Clay Court Championships Houston, Vereinigte Staaten ATP World Tour 250 – Sand 32E / 16D – $ 411.000 / $ 436.000 | Ernests Gulbis Rainer Schüttler | Pablo Cuevas Marcel Granollers       | 7:5, 7:63                 |
| 21.04. | Masters Series Monte-Carlo Monte Carlo ATP World Tour 250 – Sand 56E / 24D – € 2.057.000 / € 2.270.000                    | Rafael Nadal                    | Roger Federer                        | 7:5, 7:5                  |
| 21.04. | Masters Series Monte-Carlo Monte Carlo ATP World Tour 250 – Sand 56E / 24D – € 2.057.000 / € 2.270.000                    | Rafael Nadal Tommy Robredo      | Mahesh Bhupathi Mark Knowles         | 6:3, 6:3                  |
| 14.04. | Open Sabadell Atlantico Barcelona Barcelona, Spanien ATP World Tour 250 – Sand 32E / 16D – € 803.000 / € 824.000          | Rafael Nadal                    | David Ferrer                         | 6:1, 4:6, 6:1             |
| 14.04. | Open Sabadell Atlantico Barcelona Barcelona, Spanien ATP World Tour 250 – Sand 32E / 16D – € 803.000 / € 824.000          | Bob Bryan Mike Bryan            | Mariusz Fyrstenberg Marcin Matkowski | 6:3, 6:2                  |
| 14.04. | BMW Open München, Deutschland ATP World Tour 250 – Sand 32E / 16D – € 349.000 / € 370.000                                 | Fernando González               | Simone Bolelli                       | 7:64, 6:74, 6:3           |
| 14.04. | BMW Open München, Deutschland ATP World Tour 250 – Sand 32E / 16D – € 349.000 / € 370.000                                 | Michael Berrer Rainer Schüttler | Scott Lipsky David Martin            | 7:5, 3:6, 10:8            |

### Mai
| Datum  | Turnier | Sieger                           | Finalgegner                       | Ergebnis          |
| ------ | --- | -------------------------------- | --------------------------------- | ----------------- |
| 05.05. | Internazionali BNL d’Italia Rom, Italien ATP World Tour 250 – Sand 56E / 24D – € 2.057.000 / € 2.270.000           | Novak Đoković                    | Stanislas Wawrinka                | 4:6, 6:3, 6:3     |
| 05.05. | Internazionali BNL d’Italia Rom, Italien ATP World Tour 250 – Sand 56E / 24D – € 2.057.000 / € 2.270.000           | Bob Bryan Mike Bryan             | Daniel Nestor Nenad Zimonjić      | 3:6, 6:4, [10:8]  |
| 12.05. | Masters Series Hamburg Hamburg, Deutschland ATP World Tour 250 – Sand 32E / 16D – € 2.057.000 / € 2.270.000        | Rafael Nadal                     | Roger Federer                     | 7:5, 6:73, 6:3    |
| 12.05. | Masters Series Hamburg Hamburg, Deutschland ATP World Tour 250 – Sand 32E / 16D – € 2.057.000 / € 2.270.000        | Daniel Nestor Nenad Zimonjić     | Bob Bryan Mike Bryan              | 6:4, 5:7, [10:8]  |
| 19.05. | World Team Cup Düsseldorf, Deutschland ATP World Tour 250 – Sand 8 Teams – € 902.000 / € 1.692.000                 | Schweden                         | Russland                          | 2:1               |
| 19.05. | Grand Prix Hassan II Casablanca, Marokko ATP World Tour 250 – Sand 32E / 16D – € 370.000                           | Gilles Simon                     | Julien Benneteau                  | 7:5, 6:2          |
| 19.05. | Grand Prix Hassan II Casablanca, Marokko ATP World Tour 250 – Sand 32E / 16D – € 370.000                           | Albert Montañés Santiago Ventura | Jamie Cerretani Todd Perry        | 6:1, 6:2          |
| 19.05. | Hypo Group Tennis International Pörtschach, Österreich ATP World Tour 250 – Sand 32E / 16D – € 349.000 / € 370.000 | Nikolai Dawydenko                | Juan Mónaco                       | 6:2, 2:6, 6:2     |
| 19.05. | Hypo Group Tennis International Pörtschach, Österreich ATP World Tour 250 – Sand 32E / 16D – € 349.000 / € 370.000 | Marcelo Melo André Sá            | Julian Knowle Jürgen Melzer       | 7:5, 6:7, [13:11] |
| 26.05. | French Open Paris, Frankreich ATP World Tour 250 – Sand 128E / 64D / 32MX – € 7.077.680                            | Rafael Nadal                     | Roger Federer                     | 6:1, 6:3, 6:0     |
| 26.05. | French Open Paris, Frankreich ATP World Tour 250 – Sand 128E / 64D / 32MX – € 7.077.680                            | Pablo Cuevas Luis Horna          | Daniel Nestor Nenad Zimonjić      | 6:2, 6:3          |
| 26.05. | French Open Paris, Frankreich ATP World Tour 250 – Sand 128E / 64D / 32MX – € 7.077.680                            | Wiktoryja Asaranka Bob Bryan     | Katarina Srebotnik Nenad Zimonjić | 6:2, 7:64         |

### Juni
| Datum  | Turnier | Sieger                               | Finalgegner                        | Ergebnis                  |
| ------ | --- | ------------------------------------ | ---------------------------------- | ------------------------- |
| 09.06. | Gerry Weber Open Halle, Deutschland ATP World Tour 250 – Rasen 32E / 16D – € 692.000 / € 713.000                           | Roger Federer                        | Philipp Kohlschreiber              | 6:3, 6:4                  |
| 09.06. | Gerry Weber Open Halle, Deutschland ATP World Tour 250 – Rasen 32E / 16D – € 692.000 / € 713.000                           | Michail Juschny Mischa Zverev        | Lukáš Dlouhý Leander Paes          | 4:6, 6:3, [10:3]          |
| 09.06. | The Artois Championships Queen’s Club, Vereinigtes Königreich ATP World Tour 250 – Rasen 56E / 24D – € 692.000 / € 713.000 | Rafael Nadal                         | Novak Đoković                      | 7:66, 7:5                 |
| 09.06. | The Artois Championships Queen’s Club, Vereinigtes Königreich ATP World Tour 250 – Rasen 56E / 24D – € 692.000 / € 713.000 | Daniel Nestor Nenad Zimonjić         | Marcelo Melo André Sá              | 6:4, 7:63                 |
| 09.06. | Orange Warsaw Open Warschau, Polen ATP World Tour 250 – Sand 32E / 16D – € 404.000 / € 425.250                             | Nikolai Dawydenko                    | Tommy Robredo                      | 6:3, 6:3                  |
| 09.06. | Orange Warsaw Open Warschau, Polen ATP World Tour 250 – Sand 32E / 16D – € 404.000 / € 425.250                             | Mariusz Fyrstenberg Marcin Matkowski | Nikolai Dawydenko Juri Schtschukin | 6:0, 3:6, [10:6]          |
| 16.06. | Ordina Open ’s-Hertogenbosch, Niederlande ATP World Tour 250 – Rasen 32E / 16D – € 349.000 / € 370.000                     | David Ferrer                         | Marc Gicquel                       | 6:4, 6:2                  |
| 16.06. | Ordina Open ’s-Hertogenbosch, Niederlande ATP World Tour 250 – Rasen 32E / 16D – € 349.000 / € 370.000                     | Mario Ančić Jürgen Melzer            | Mahesh Bhupathi Leander Paes       | 7:65, 6:3                 |
| 16.06. | The Slazenger Open Nottingham, Vereinigtes Königreich ATP World Tour 250 – Rasen 32E / 16D – € 349.000 / € 370.000         | Ivo Karlović                         | Fernando Verdasco                  | 7:5, 6:74, 7:68           |
| 16.06. | The Slazenger Open Nottingham, Vereinigtes Königreich ATP World Tour 250 – Rasen 32E / 16D – € 349.000 / € 370.000         | Bruno Soares Kevin Ullyett           | Jeff Coetzee Jamie Murray          | 6:2, 7:65                 |
| 23.06. | Wimbledon Championships London, Vereinigtes Königreich ATP World Tour 250 – Rasen 128E / 64D / 48MX – £ 5.257.000          | Rafael Nadal                         | Roger Federer                      | 6:4, 6:4, 6:75, 6:78, 9:7 |
| 23.06. | Wimbledon Championships London, Vereinigtes Königreich ATP World Tour 250 – Rasen 128E / 64D / 48MX – £ 5.257.000          | Daniel Nestor Nenad Zimonjić         | Jonas Björkman Kevin Ullyett       | 7:612, 6:73, 6:3, 6:3     |
| 23.06. | Wimbledon Championships London, Vereinigtes Königreich ATP World Tour 250 – Rasen 128E / 64D / 48MX – £ 5.257.000          | Samantha Stosur Bob Bryan            | Katarina Srebotnik Mike Bryan      | 7:5, 6:4                  |

### Juli
| Datum  | Turnier | Sieger                                | Finalgegner                        | Ergebnis          |
| ------ | --- | ------------------------------------- | ---------------------------------- | ----------------- |
| 07.07. | Allianz Suisse Open Gstaad Gstaad, Schweiz ATP World Tour 250 – Sand 28E / 16D – € 368.000 / € 389.000                                         | Victor Hănescu                        | Igor Andrejew                      | 6:3, 6:4          |
| 07.07. | Allianz Suisse Open Gstaad Gstaad, Schweiz ATP World Tour 250 – Sand 28E / 16D – € 368.000 / € 389.000                                         | Jaroslav Levinský Filip Polášek       | Stéphane Bohli Stanislas Wawrinka  | 3:6, 6:2, [11:9]  |
| 07.07. | Catella Swedish Open Båstad, Schweden ATP World Tour 250 – Sand 28E / 16D – € 305.000 / € 326.000                                              | Tommy Robredo                         | Tomáš Berdych                      | 6:4, 6:1          |
| 07.07. | Catella Swedish Open Båstad, Schweden ATP World Tour 250 – Sand 28E / 16D – € 305.000 / € 326.000                                              | Jonas Björkman Robin Söderling        | Johan Brunström Jean-Julien Rojer  | 6:2, 6:2          |
| 07.07. | Campbell’s Hall of Fame Tennis Championships Newport, Vereinigte Staaten ATP World Tour 250 – Rasen 28E / 16D – $ 360.000 / $ 385.000          | Fabrice Santoro                       | Prakash Amritraj                   | 6:3, 7:5          |
| 07.07. | Campbell’s Hall of Fame Tennis Championships Newport, Vereinigte Staaten ATP World Tour 250 – Rasen 28E / 16D – $ 360.000 / $ 385.000          | Mardy Fish John Isner                 | Rohan Bopanna Aisam-ul-Haq Qureshi | 6:4, 7:61         |
| 07.07. | Mercedes Cup Stuttgart, Deutschland ATP World Tour 250 – Sand 28E / 16D – € 547.000 / € 568.000                                                | Juan Martín del Potro                 | Richard Gasquet                    | 6:4, 7:5          |
| 07.07. | Mercedes Cup Stuttgart, Deutschland ATP World Tour 250 – Sand 28E / 16D – € 547.000 / € 568.000                                                | Christopher Kas Philipp Kohlschreiber | Michael Berrer Mischa Zverev       | 6:3, 6:4          |
| 14.07. | Dutch Open Tennis Amersfoort, Niederlande ATP World Tour 250 – Sand 28E / 16D – € 305.000 / € 326.000                                          | Albert Montañés                       | Steve Darcis                       | 1:6, 7:5, 6:3     |
| 14.07. | Dutch Open Tennis Amersfoort, Niederlande ATP World Tour 250 – Sand 28E / 16D – € 305.000 / € 326.000                                          | František Čermák Rogier Wassen        | Jesse Huta Galung Igor Sijsling    | 7:5, 7:5          |
| 14.07. | Austrian Open Kitzbühel, Österreich ATP World Tour 250 – Sand 32E / 16D – € 555.000 / € 571.000                                                | Juan Martín del Potro                 | Jürgen Melzer                      | 6:2, 6:1          |
| 14.07. | Austrian Open Kitzbühel, Österreich ATP World Tour 250 – Sand 32E / 16D – € 555.000 / € 571.000                                                | Jamie Cerretani Victor Hănescu        | Lucas Arnold Ker Olivier Rochus    | 6:3, 7:5          |
| 14.07. | Indianapolis Tennis Championships Indianapolis, Vereinigte Staaten ATP World Tour 250 – Sand 32E / 16D – $ 500.000 / $ 525.000                 | Gilles Simon                          | Dmitri Tursunow                    | 6:4, 6:4          |
| 14.07. | Indianapolis Tennis Championships Indianapolis, Vereinigte Staaten ATP World Tour 250 – Sand 32E / 16D – $ 500.000 / $ 525.000                 | Ashley Fisher Tripp Phillips          | Scott Lipsky David Martin          | 3:6, 6:3, [10:5]  |
| 14.07. | ATP Studena Croatia Open Umag, Kroatien ATP World Tour 250 – Sand 28E / 16D – € 305.000 / € 326.000                                            | Fernando Verdasco                     | Igor Andrejew                      | 3:6, 6:4, 7:64    |
| 14.07. | ATP Studena Croatia Open Umag, Kroatien ATP World Tour 250 – Sand 28E / 16D – € 305.000 / € 326.000                                            | Michal Mertiňák Petr Pála             | Carlos Berlocq Fabio Fognini       | 2:6, 6:3, [10:5]  |
| 21.07. | Rogers Cup Montreal, Kanada ATP World Tour 250 – Hartplatz 56E / 32D – $ 2.365.000 / $ 2.615.000                                               | Rafael Nadal                          | Nicolas Kiefer                     | 6:3, 6:2          |
| 21.07. | Rogers Cup Montreal, Kanada ATP World Tour 250 – Hartplatz 56E / 32D – $ 2.365.000 / $ 2.615.000                                               | Daniel Nestor Nenad Zimonjić          | Bob Bryan Mike Bryan               | 6:2, 4:6, [10:6]  |
| 28.07. | Western & Southern Financial Group Masters Cincinnati, Vereinigte Staaten ATP World Tour 250 – Hartplatz 56E / 24D – $ 2.365.000 / $ 2.615.000 | Andy Murray                           | Novak Đoković                      | 7:64, 7:65        |
| 28.07. | Western & Southern Financial Group Masters Cincinnati, Vereinigte Staaten ATP World Tour 250 – Hartplatz 56E / 24D – $ 2.365.000 / $ 2.615.000 | Bob Bryan Mike Bryan                  | Jonathan Erlich Andy Ram           | 4:6, 7:62, [10:7] |

### August
| Datum  | Turnier | Sieger                           | Finalgegner                    | Ergebnis            |
| ------ | --- | -------------------------------- | ------------------------------ | ------------------- |
| 04.08. | Countrywide Classic Los Angeles, Vereinigte Staaten ATP World Tour 250 – Hartplatz 28E / 16D – $ 450.000 / $ 475.000            | Juan Martín del Potro            | Andy Roddick                   | 6:1, 7:62           |
| 04.08. | Countrywide Classic Los Angeles, Vereinigte Staaten ATP World Tour 250 – Hartplatz 28E / 16D – $ 450.000 / $ 475.000            | Rohan Bopanna Eric Butorac       | Travis Parrott Dušan Vemić     | 7:65, 7:65          |
| 11.08. | Olympische Spiele Peking, Volksrepublik China Hartplatz 64E / 32D                                                               | Rafael Nadal                     | Fernando González              | 6:3, 7:62, 6:3      |
| 11.08. | Olympische Spiele Peking, Volksrepublik China Hartplatz 64E / 32D                                                               | Roger Federer Stanislas Wawrinka | Simon Aspelin Thomas Johansson | 6:3, 6:4, 6:74, 6:3 |
| 11.08. | Legg Mason Tennis Classic Washington, D.C., Vereinigte Staaten ATP World Tour 250 – Hartplatz 32E / 16D – $ 483.000 / $ 508.000 | Juan Martín del Potro            | Viktor Troicki                 | 6:3, 6:3            |
| 11.08. | Legg Mason Tennis Classic Washington, D.C., Vereinigte Staaten ATP World Tour 250 – Hartplatz 32E / 16D – $ 483.000 / $ 508.000 | Marc Gicquel Robert Lindstedt    | Bruno Soares Kevin Ullyett     | 7:66, 6:3           |
| 18.08. | Pilot Pen Tennis New Haven, Vereinigte Staaten ATP World Tour 250 – Hartplatz 32E / 16D – $ 683.000 / $ 708.000                 | Marin Čilić                      | Mardy Fish                     | 6:4, 4:6, 6:2       |
| 18.08. | Pilot Pen Tennis New Haven, Vereinigte Staaten ATP World Tour 250 – Hartplatz 32E / 16D – $ 683.000 / $ 708.000                 | Marcelo Melo André Sá            | Mahesh Bhupathi Mark Knowles   | 7:5, 6:2            |
| 25.08. | US Open New York City, Vereinigte Staaten ATP World Tour 250 – Hartplatz 128E / 64D / 32MX – $ 9.350.000                        | Roger Federer                    | Andy Murray                    | 6:2, 7:5, 6:2       |
| 25.08. | US Open New York City, Vereinigte Staaten ATP World Tour 250 – Hartplatz 128E / 64D / 32MX – $ 9.350.000                        | Bob Bryan Mike Bryan             | Lukáš Dlouhý Leander Paes      | 7:65, 7:610         |
| 25.08. | US Open New York City, Vereinigte Staaten ATP World Tour 250 – Hartplatz 128E / 64D / 32MX – $ 9.350.000                        | Cara Black Leander Paes          | Liezel Huber Jamie Murray      | 7:66, 6:4           |

### September
| Datum  | Turnier | Sieger                              | Finalgegner                          | Ergebnis               |
| ------ | --- | ----------------------------------- | ------------------------------------ | ---------------------- |
| 08.09. | BCR Open Romania Bukarest, Rumänien ATP World Tour 250 – Sand 32E / 16D – € 349.000 / € 370.000                   | Gilles Simon                        | Carlos Moyá                          | 6:3, 6:4               |
| 08.09. | BCR Open Romania Bukarest, Rumänien ATP World Tour 250 – Sand 32E / 16D – € 349.000 / € 370.000                   | Nicolas Devilder Paul-Henri Mathieu | Mariusz Fyrstenberg Marcin Matkowski | 7:64, 6:79, [22:20]    |
| 15.09. | Davis Cup – Halbfinale                                                                                            | Davis Cup – Halbfinale              | Davis Cup – Halbfinale               | Davis Cup – Halbfinale |
| 22.09. | China Open Peking, Volksrepublik China ATP World Tour 250 – Sand 28E / 16D – $ 499.000 / $ 524.000                | Andy Roddick                        | Dudi Sela                            | 6:4, 6:76, 6:3         |
| 22.09. | China Open Peking, Volksrepublik China ATP World Tour 250 – Sand 28E / 16D – $ 499.000 / $ 524.000                | Stephen Huss Ross Hutchins          | Ashley Fisher Bobby Reynolds         | 7:5, 6:4               |
| 22.09. | Thailand Open Bangkok, Thailand ATP World Tour 250 – Hartplatz 28E / 16D – $ 551.000 / $ 576.000                  | Jo-Wilfried Tsonga                  | Novak Đoković                        | 7:64, 6:4              |
| 22.09. | Thailand Open Bangkok, Thailand ATP World Tour 250 – Hartplatz 28E / 16D – $ 551.000 / $ 576.000                  | Lukáš Dlouhý Leander Paes           | Scott Lipsky David Martin            | 6:4, 7:64              |
| 29.09. | AIG Japan Open Tennis Championships Tokio, Japan ATP World Tour 250 – Hartplatz 48E / 16D – $ 769.000 / $ 869.000 | Tomáš Berdych                       | Juan Martín del Potro                | 6:1, 6:4               |
| 29.09. | AIG Japan Open Tennis Championships Tokio, Japan ATP World Tour 250 – Hartplatz 48E / 16D – $ 769.000 / $ 869.000 | Michail Juschny Mischa Zverev       | Lukáš Dlouhý Leander Paes            | 6:3, 6:4               |
| 29.09. | Open de Moselle Metz, Frankreich ATP World Tour 250 – Hartplatz 32E / 16D – € 349.000 / € 370.000                 | Dmitri Tursunow                     | Paul-Henri Mathieu                   | 7:66, 1:6, 6:4         |
| 29.09. | Open de Moselle Metz, Frankreich ATP World Tour 250 – Hartplatz 32E / 16D – € 349.000 / € 370.000                 | Arnaud Clément Michaël Llodra       | Mariusz Fyrstenberg Marcin Matkowski | 5:7, 6:3, [10:8]       |

### Oktober
| Datum  | Turnier | Sieger                               | Finalgegner                           | Ergebnis          |
| ------ | --- | ------------------------------------ | ------------------------------------- | ----------------- |
| 08.10. | Bank Austria-Tennis Trophy Wien, Österreich ATP World Tour 250 – Hartplatz (Halle) 32E / 16D – € 653.000 / € 674.000        | Philipp Petzschner                   | Gaël Monfils                          | 6:4, 6:4          |
| 08.10. | Bank Austria-Tennis Trophy Wien, Österreich ATP World Tour 250 – Hartplatz (Halle) 32E / 16D – € 653.000 / € 674.000        | Maks Mirny Andy Ram                  | Philipp Petzschner Alexander Peya     | 6:1, 7:5          |
| 08.10. | If Stockholm Open Stockholm, Schweden ATP World Tour 250 – Hartplatz (Halle) 32E / 16D – € 692.000 / € 713.000              | David Nalbandian                     | Robin Söderling                       | 6:2, 5:7, 6:3     |
| 08.10. | If Stockholm Open Stockholm, Schweden ATP World Tour 250 – Hartplatz (Halle) 32E / 16D – € 692.000 / € 713.000              | Jonas Björkman Kevin Ullyett         | Johan Brunström Michael Ryderstedt    | 6:1, 6:3          |
| 08.10. | Kremlin Cup Moskau, Russland ATP World Tour 250 – Hartplatz (Halle) 32E / 16D – $ 1.024.000 / $ 1.049.000                   | Igor Kunizyn                         | Marat Safin                           | 7:66, 6:74, 6:3   |
| 08.10. | Kremlin Cup Moskau, Russland ATP World Tour 250 – Hartplatz (Halle) 32E / 16D – $ 1.024.000 / $ 1.049.000                   | Serhij Stachowskyj Potito Starace    | Stephen Huss Ross Hutchins            | 7:64, 2:6, [10:6] |
| 13.10. | Mutua Madrileña Masters Madrid Madrid, Spanien ATP World Tour 250 – Hartplatz (Halle) 48E / 24D – € 2.057.000 / € 2.270.000 | Andy Murray                          | Gilles Simon                          | 6:4, 7:66         |
| 13.10. | Mutua Madrileña Masters Madrid Madrid, Spanien ATP World Tour 250 – Hartplatz (Halle) 48E / 24D – € 2.057.000 / € 2.270.000 | Mariusz Fyrstenberg Marcin Matkowski | Mahesh Bhupathi Mark Knowles          | 6:4, 6:2          |
| 20.10. | Davidoff Swiss Indoors Basel Basel, Schweiz ATP World Tour 250 – Hartplatz (Halle) 32E / 16D – € 870.000 / € 891.000        | Roger Federer                        | David Nalbandian                      | 6:3, 6:4          |
| 20.10. | Davidoff Swiss Indoors Basel Basel, Schweiz ATP World Tour 250 – Hartplatz (Halle) 32E / 16D – € 870.000 / € 891.000        | Mahesh Bhupathi Mark Knowles         | Christopher Kas Philipp Kohlschreiber | 6:3, 6:3          |
| 20.10. | St. Petersburg Open Sankt Petersburg, Russland ATP World Tour 250 – Hartplatz (Halle) 32E / 16D – $ 1.024.000 / $ 1.049.000 | Andy Murray                          | Andrei Golubew                        | 6:1, 6:1          |
| 20.10. | St. Petersburg Open Sankt Petersburg, Russland ATP World Tour 250 – Hartplatz (Halle) 32E / 16D – $ 1.024.000 / $ 1.049.000 | Travis Parrott Filip Polášek         | Maks Mirny Rohan Bopanna              | 3:6, 7:64, [10:8] |
| 20.10. | Grand Prix de Tennis de Lyon Lyon, Frankreich ATP World Tour 250 – Hartplatz (Halle) 32E / 16D – € 692.000 / € 713.000      | Robin Söderling                      | Julien Benneteau                      | 6:3, 6:75, 6:1    |
| 20.10. | Grand Prix de Tennis de Lyon Lyon, Frankreich ATP World Tour 250 – Hartplatz (Halle) 32E / 16D – € 692.000 / € 713.000      | Michaël Llodra Andy Ram              | Stephen Huss Ross Hutchins            | 6:3, 5:7, [10:8]  |
| 27.10. | BNP Paribas Masters Paris, Frankreich ATP World Tour 250 – Hartplatz (Halle) 48E / 24D – € 2.057.000 / € 2.270.000          | Jo-Wilfried Tsonga                   | David Nalbandian                      | 6:3, 4:6, 6:4     |
| 27.10. | BNP Paribas Masters Paris, Frankreich ATP World Tour 250 – Hartplatz (Halle) 48E / 24D – € 2.057.000 / € 2.270.000          | Jonas Björkman Kevin Ullyett         | Jeff Coetzee Wesley Moodie            | 6:2, 6:2          |

### November
| Datum  | Turnier                                                                                  | Sieger                       | Finalgegner          | Ergebnis           |
| ------ | ---------------------------------------------------------------------------------------- | ---------------------------- | -------------------- | ------------------ |
| 09.11. | Tennis Masters Cup Shanghai, Volksrepublik China Hartplatz (Halle) 8E / 8D – $ 4.550.000 | Novak Đoković                | Nikolai Dawydenko    | 6:1, 7:5           |
| 09.11. | Tennis Masters Cup Shanghai, Volksrepublik China Hartplatz (Halle) 8E / 8D – $ 4.550.000 | Daniel Nestor Nenad Zimonjić | Bob Bryan Mike Bryan | 7:63, 6:2          |
| 16.11. | Davis Cup – Finale                                                                       | Davis Cup – Finale           | Davis Cup – Finale   | Davis Cup – Finale |

## Weltrangliste zum Saisonende
| Pos. | Spieler               | Punkte |
| ---- | --------------------- | ------ |
| 1.   | Rafael Nadal          | 6.675  |
| 2.   | Roger Federer         | 5.305  |
| 3.   | Novak Đoković         | 5.295  |
| 4.   | Andy Murray           | 3.720  |
| 5.   | Nikolai Dawydenko     | 2.715  |
| 6.   | Jo-Wilfried Tsonga    | 2.050  |
| 7.   | Gilles Simon          | 1.980  |
| 8.   | Andy Roddick          | 1.970  |
| 9.   | Juan Martín del Potro | 1.945  |
| 10.  | James Blake           | 1.775  |

| Pos. | Spieler         | Punkte |
| ---- | --------------- | ------ |
| 1.   | Nenad Zimonjić  | 5.320  |
| 2.   | Daniel Nestor   | 5.320  |
| 3.   | Bob Bryan       | 5.225  |
| 3.   | Mike Bryan      | 5.225  |
| 5.   | Andy Ram        | 3.370  |
| 6.   | Mahesh Bhupathi | 3.295  |
| 7.   | Mark Knowles    | 3.275  |
| 8.   | Kevin Ullyett   | 3.265  |
| 9.   | Jonas Björkman  | 3.140  |
| 10.  | Leander Paes    | 2.900  |

## Rücktritte
- Hugo Armando – 23. November 2008
- Jonas Björkman – Jahresende 2008
- Gustavo Kuerten – spielte sein letztes Match im Mai 2008 bei den French Open